# Самборо (аэропорт)
Аэропорт Самборо (англ. Sumburgh Airport) (ИАТА: LSI, ИКАО: EGPB) — главный аэропорт Шетландских островов в Шотландии.
Собственник — компания HIAL — получает субсидии из бюджета Шотландии.

## История
1 апреля 1995 года Министерство Гражданской Авиации Великобритании передало аэропорт Шотландским властям.

## Расположение
Расположен у мыса Самборо-Хед, южной оконечности острова Мейнленд, в 31 км к югу от Леруика. Окружён небольшими деревнями Грутнесс, Самборо, Скатнесс, Тоаб, Экснабо. С северной стороны вплотную к аэропорту подходят воды залива Пул-оф-Вирки, с восточной Грутнесс-Во, с южной Уэст-Во-оф-Самборо, с западной Бей-оф-Кендейл. В двух километрах западнее аэропорта небольшой необитаемый остров Ледис-Холм.

## Инфраструктура

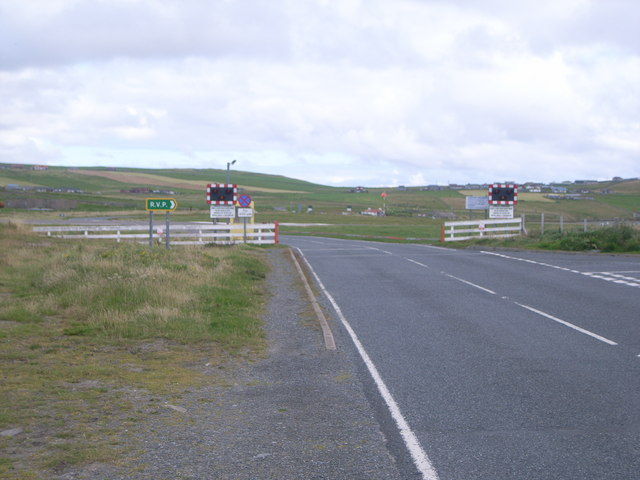
Светофоры на пересечении автодороги «A970» и взлётно-посадочной полосы.

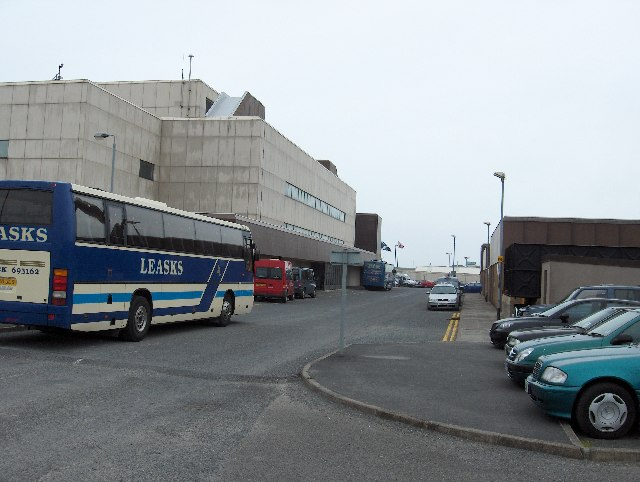
Автобусы возле терминала.

Аэропорт имеет необычную, длиной 550 м, взлётно-посадочную полосу для вертолётов вместо обычных Вертолётных площадок.
Автодорога «A970» (Норт-Ро — Леруик — Куарфф — Тоаб — аэропорт Самборо — Грутнесс) соединяет аэропорт с северной частью острова. Регулярное автобусное сообщение с Леруиком.
Входит в почтовый район «Вирки», которому соответствует код «ZE3».

## Авиакомпании

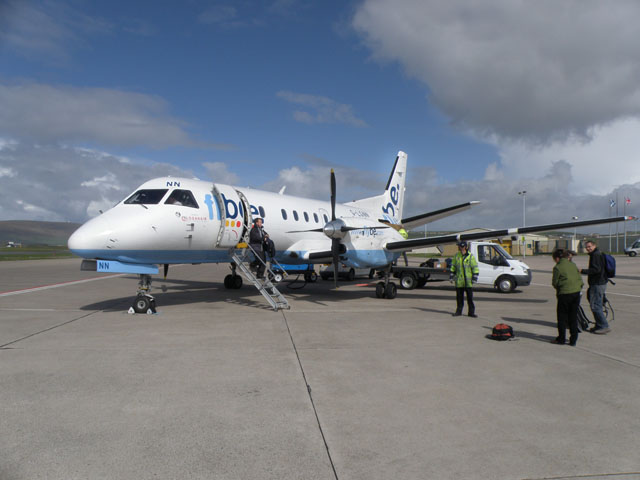
Самолёт компании Loganair.

Аэропорт принадлежит компании Highlands and Islands Airports Limited, основными операторами в аэропорту являются Loganair и Highland Airways. Радары аэропорта обслуживает компания NATS Holdings.
В аэропорту обслуживаются авиакомпании Loganair (по франчайзинговому соглашению с British Airways), Highland Airways и Atlantic Airways.

## Направления
- Atlantic Airways — Лондон-Станстед (сезонный: с 23 мая по 29 августа)
- Flybe
  - оператор Loganair — Абердин, Берген, Глазго Международный, Инвернесс, Керкуолл, Эдинбург[5].
- Direct Flight Ltd — Фэр-Айл (май—октябрь)[6].

## Спасательные службы
Поисково-спасательный вертолёт «Sikorsky S61N» компании Bristow Helicopters базируется в аэропорту и используется береговой охраной в её операциях. Поисково-спасательные вертолёты компании «Bond Aviation Group» используют аэропорт в качестве базы для операций в Северном море.
Вертолёты, базирующиеся в аэропорту Самборо участвовали в спасательной операции при крушении танкера «MV Braer» и других.

## Происшествия
- 31 июля 1979 года самолёт «Hawker Siddeley HS 748» компании «Dan-Air» после разгона на взлётной полосе рухнул в море в пятидесяти метрах от берега. Семнадцать человек включая двух пилотов погибло[11].
- 6 ноября 1986 года вертолёт «Boeing CH-47 Chinook» компании «British International Helicopters» возвращаясь с платформы месторождения Брент в Северном море после взрыва рухнул в море в четырёх километрах к востоку от аэропорта. 43 человека погибло, двое были спасены вертолётом береговой охраны[12].
- 22 августа 2013 года вертолёт «Aérospatiale AS.332 Super Puma» возвращаясь с месторождения в Северном море возможно в результате отказа двигателя рухнул в море в трёх километрах западнее аэропорта. Четыре пассажира погибли, остальные двенадцать пассажиров и два члена экипажа доставлены в госпиталь «Gilbert Bain Hospital»[13].

## Другое
- К югу от аэропорта находятся раскопки сооружений эпохи железного века Олд-Скатста и Ярлсхоф, как часть комплекса «Mousa, Old Scatness and Jarlshof: The Crucible of Iron Age Shetland» претендующие на включение в Список объектов Всемирного наследия ЮНЕСКО.